# Ligestillingsministeriet
|  | Se også listen over Danmarks ligestillingsministre. |
Ligestillingsministeriet er et dansk ministerium, der arbejder med ligestilling på tværs af ministerområderne. Som regel deler ligestillingsministeriet og et eller flere andre ministerier samme ministre. Jytte Andersen var den første minister for ligestilling, udnævnt af statsminister Poul Nyrup Rasmussen i 1999.

## Nuværende minister
Magnus Heunicke blev udnævnt til Miljø- og ligestillingsminister ved ministerrokaden 29. august 2024.

## Ministeriets placering
1999-2000: By- og Boligministeriet, Jytte Andersen (S)  
2000-2001: By- og Boligministeriet, Lotte Bundsgaard (S) 
2001-2004: Socialministeriet, Henriette Kjær (V) 
2004-2007: Socialministeriet, Eva Kjer Hansen (V) 
2007-2009: Velfærdsministeriet, Karen Jespersen (V) 
2009-2010: Beskæftigelsesministeriet, Inger Støjberg (V) 
2010-2001: Klima- og Energiministeriet, Lykke Friis (V) 
2011-2014: Ligestillings- og Kirkeministeriet, Manu Sareen (R) 
2014-2015: Ministeriet for Børn, Ligestilling, Integration og Sociale forhold, Manu Sareen (R) 
2015-2016: Ministeriet for Børn, Undervisning og Ligestilling, Ellen Trane Nørby (V) 
2016-2018: Udenrigsministeriet, Karen Ellemann (V) som minister for ligestilling. 
2018-2019: Fiskeri, Ligestilling og Nordisk samarbejde, Eva Kjer Hansen (V). 
2019-2020: Fødevare- og Ligestilling, Mogens Jensen (S) 
2020-2022: Beskæftigelsesministeriet, Peter Hummelgaard (S) 
2022-2022: Transportministeriet, Trine Bramsen (S)
2022-2023: Digitaliserings- og ligestillingsministeriet, Marie Bjerre (V)
2023-2023: Digitaliserings- og ligestillingsministeriet, Mia Wagner (V)
2023-2024: Digitaliserings- og ligestillingsministeriet, Marie Bjerre (V)
2024-: Miljø- og ligestillingsministeriet, Magnus Heunicke (S)

## Ekstern henvisning
- Ministeriets hjemmeside Arkiveret 1. august 2015 hos  Wayback Machine

| Myndighed | Spire Denne artikel om en offentlig myndighed er en spire som bør udbygges. Du er velkommen til at hjælpe Wikipedia ved at udvide den. |